# فانيسا كافاناه
فانيسا كافاناه (بالإنجليزية: Vanessa Cavanagh)‏ هي ممثلة بريطانية، ولدت في 16 يونيو 1984 في لندن في المملكة المتحدة، وتوفي بنفس المكان في 3 نوفمبر 2002.

## وصلات خارجية
- فانيسا كافاناه على موقع IMDb (الإنجليزية)